# Machakos
Machakos – miasto w Kenii, stolica hrabstwa Machakos. W 2019 liczyło 63,8 tys. mieszkańców. Historia miasta sięga początku lat 90. XIX wieku, kiedy to zostało założone jako centrum administracyjne handlu ludu Kamba. Podczas budowy kolei w Ugandzie miasto Machakos zostało zidentyfikowane jako stolica Kenii w 1889 r.. Jednak z powodu konfliktu interesów między lokalnymi kupcami, rządem Białej Osady i urzędnikami budowy kolei w Ugandzie, stolica została przeniesiona w 1905 r. z Machakos do Nairobi.